# پی‌دی‌جی
پی‌دی‌جی (انگلیسی: PDG S.A.) شرکت املاک برزیلی است، که در سال ۱۹۷۹ تأسیس شد.